# ČT24
ČT24 là kênh truyền hình tin tức thuộc sở hữu của Česká televize. Phát sóng lần đầu vào ngày 2 tháng 5 năm 2002.